# Birger Jensen
Birger Quistorff Jensen (Kopenhagen, 1 maart 1951 – Brugge, 4 april 2023) was een Deens voetballer die op de positie van doelman speelde.

## Biografie
Jensen, met de kenmerkende blonde krullen, startte zijn carrière bij de Deense club B 1903 Kopenhagen voor hij verhuisde naar het Belgische Club Brugge.
Bij Club won hij vijf landstitels en twee Belgische bekers. Hij speelde in 1978 de Europacup finale die hij verloor van het Engelse FC Liverpool.
Hij verliet Club Brugge in 1988 om voor een andere Belgische club te spelen, namelijk K. Lierse SK. Na Lierse ging hij naar Nederland waar hij voor RKC Waalwijk speelde en hij sloot zijn carrière – opnieuw in België – af bij KFC Varsenare.
Birger Jensen speelde in totaal negentien wedstrijden voor de Deense nationale ploeg van 1973 tot 1979
Na een lang ziekbed overleed Jensen op 72-jarige leeftijd.

## Erelijst

### Speler

#### Club Brugge
- Eerste Klasse: 1975–76, 1976–77, 1977–78, 1979–80, 1987–88
- Beker van België: 1976–77, 1985–86; 1978-79 (finalist), 1982-83 (finalist)[3]
- SuperCup: 1980, 1986
- UEFA Cup: 1975-76 (finalist)[4]
- Europacup I: 1977-78 (finalist)[5]
- Trofee Jules Pappaert: 1978[6]
- Brugse Metten: 1979, 1981, 1984[7]
- Kirin Cup: 1981[8]